# Megan Gallagher

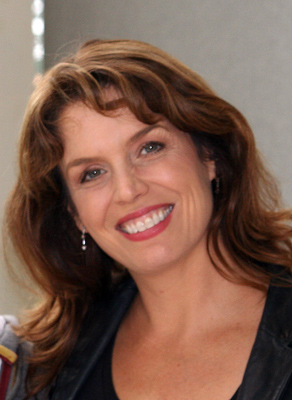
Megan Gallagher

Megan Gallagher (* 6. Februar 1960 in Reading, Pennsylvania) ist eine US-amerikanische Schauspielerin.

## Leben und Leistungen
Gallagher entstammt einer kinderreichen Familie. Sie zog nach der High School nach New York City, wo sie die Juilliard School abschloss. Sie trat im Broadway-Theaterstück A Few Good Men auf; für diese Rolle gewann sie den Theatre World Award und den Outer Critics Circle Award.
Im Filmdrama Zeit der Bewährung (1995) spielte Gallagher eine der größeren Rollen genauso wie im Independent-Actionthriller Crosscut – Verfolgt von der Mafia (1996), in dem sie neben Costas Mandylor auftrat. Neben Bruce Boxleitner als US-Präsident besetzte sie als Ärztin die weibliche Hauptrolle im Seuchenthriller Ebola – Anschlag auf den Präsidenten (2002). 
Im Fernsehthriller Gefährliche Nachbarn (2005) spielte sie die Rolle einer Frau, deren beste Freundin sich als eine Mörderin erweist.
Gallagher ist mit dem Schauspieler Jeff Yagher verheiratet und hat zwei Kinder.

## Filmografie (Auswahl)
- 1988–1991: China Beach (Fernsehserie, 16 Folgen)
- 1990: The Ambulance
- 1992–1995: Die Larry Sanders Show (The Larry Sanders Show, Fernsehserie, 13 Folgen)
- 1993–1995: Star Trek: Deep Space Nine (Fernsehserie, 2 Folgen)
- 1995: Zeit der Bewährung (Breaking Free)
- 1995–1996: Nowhere Man - Ohne Identität!  (Nowhere Man; Fernsehserie, 4 Folgen)
- 1996: Crosscut – Verfolgt von der Mafia (Crosscut)
- 1996–1999: Millennium – Fürchte deinen Nächsten wie Dich selbst (Millennium, Fernsehserie, 41 Folgen)
- 1999: Outer Limits – Die unbekannte Dimension (The Outer Limits, Fernsehserie, Folge Mehr Glück das nächste Mal)
- 2000: Star Trek: Raumschiff Voyager (Star Trek: Voyager, Fernsehserie, Folge Körper und Seele)
- 2002: Mörderische Schwestern (Blind Obsession)
- 2002: Ebola – Anschlag auf den Präsidenten (Contagion)
- 2005: Mr. & Mrs. Smith
- 2005: Gefährliche Nachbarn (Best Friends, Fernsehfilm)
- 2007: 24 (Fernsehserie, 4 Folgen)
- 2007: Numbers – Die Logik des Verbrechens (Numb3rs, Fernsehserie, Folge Chinese Box)
- 2011: Alyce – Außer Kontrolle (Alyce)
- 2017:  Last Rampage – Der Ausbruch des Gary Tison (Last Rampage)
- 2018: Seattle Firefighters – Die jungen Helden (Station 19, Fernsehserie, Folge Reignited)
- 2019–2021: Navy CIS (NCIS, Fernsehserie, 3 Folgen)
- 2023: Distant Tales